# Suleimaniya Football Club
El Suleimaniya Football Club (en árabe: نادي السليمانية, en kurdo: یانه‌ی وه‌رزشی سلێمانی, en inglés: Sulaymaniyah Football Club) es un club de fútbol de Irak, de la ciudad de Suleimaniya. Fue fundado en 1956 y juega en la Segunda División de Irak. 

## Historia
El equipo fue fundado en 1956. El club empezó a invertir en más de deportes, aparte del fútbol, con lo que actualmente este equipo cuenta con varias secciones: fútbol, tenis de mesa y balonmano.

## Uniforme
- Uniforme titular: Camiseta con rayas verdes claro y oscuro, pantalón verde y medias verdes.
- Uniforme alternativo: Camiseta azul con bandas rojas a los lados, pantalón azul y medias blancas.

## Estadio
El Suleimaniya FC juega en el Estadio Suleimaniya. Tiene capacidad para 12000 personas.